# Mervyn Crossman
Mervyn Crossman (Home Hill, Queensland, 1935. április 7. – 2017. június 20.) olimpiai bronzérmes ausztrál gyeplabdázó.

## Pályafutása
Tagja volt az 1960-as római és az 1964-es tokiói olimpián részt vevő ausztrál válogatottnak. Tokióban bronzérmet szerzett a csapattal. Összesen 32 alkalommal szerepelt a válogatottban és nyolc gólt ért el.

## Sikerei, díjai
- Olimpiai játékok
  - bronzérmes: 1964, Tokió